# 田中清玄銃撃事件
田中清玄銃撃事件（たなかきよはるじゅうげきじけん）とは、1963年11月9日午後6時9分ごろ、右翼活動家・田中清玄が東京會舘の前の路上で暴力団東声会組員・木下陸男に銃撃された事件。この事件は、第46回国会予算委員会でも取り上げられた。

## 銃撃事件発生まで
1963年、東声会・町井久之会長は、右翼活動家・児玉誉士夫の取り持ちで、三代目山口組・田岡一雄組長の舎弟となった。関東のヤクザ団体はこの兄弟盃に反対したが、児玉誉士夫が関東ヤクザ団体を説得した。
同年2月10日、神戸市須磨区の料亭「寿楼」で、田岡一雄と町井久之の兄弟盃が執り行われた。この結縁式には、稲川裕芳（後の稲川聖城）・錦政会（後の稲川会）会長、関根賢・関根建設社長、阿部重作・住吉会名誉顧問、磧上義光・住吉一家四代目総長兼港会会長、並木量次郎・並木一家三代目総長が出席した。
同年2月11日、京都市の都ホテルに、稲川裕芳、北星会・岡村吾一会長、町井久之、松葉会・藤田卯一郎会長、田岡一雄ら全国の主だった組長が集まり、児玉誉士夫の東亜同友会構想が披露された。関東の組長を稲川裕芳が、関西・中国・四国の組長を田岡一雄が、九州の組長を児玉誉士夫がまとめて、意思統一を図った。
同年3月、田岡は全国港湾荷役振興協会事務所で、全国港湾荷役振興協会会長・藤木幸太郎から右翼の田中清玄を紹介された。

同月、グランドパレス事件が勃発した。結果的に、児玉誉士夫の東亜同友会構想は頓挫し、田岡一雄と稲川裕芳の対立は決定的となった。
同年11月9日午後4時から、東京丸の内の東京會舘で、立教大学総長の松下正寿が発起人となって、評論家高谷覚蔵の出版記念祝賀会が開かれた。田中清玄は祝賀会に出席した。
同日午後6時、出版記念祝賀会が終了し、田中清玄は、東京會舘の玄関前で、タクシーを待った。

## 事件発生
同日午後6時9分ごろ、東京會舘の前の路上で、東声会組員・木下陸男が、田中清玄を銃撃した。木下陸男は最初2発の銃弾を撃ち、逃げようとする田中清玄に向かって、背中からさらに2発の銃弾を撃った。3発の銃弾が腹部、右腕、右手首に命中して、田中は重傷を負った。木下は、近くにいた丸の内警察署の巡査に現行犯で逮捕された。
木下は、当初「町井久之会長が、田岡一雄組長の弟分になったが、10月ごろ『田中清玄が三代目山口組を利用して関東やくざを撹乱しようとしている』との風評がたったため、町井久之会長が非常に苦しい立場追い込まれると思い、襲撃した」と供述した。
その後、丸の内警察署は背後関係を疑い、町井久之を銃砲刀剣類所持等取締法で別件逮捕した。だが、背後関係までは立件できなかった。結局、町井は起訴されなかった。
なお、田中清玄は自身の自伝（田中清玄・大須賀瑞夫『田中清玄自伝』文藝春秋、1993年、ISBN 4-16-347550-8）の中で『木下陸男は、児玉誉士夫からの差し金で、金をもらってやった』と書いている。